# Blendasägnen

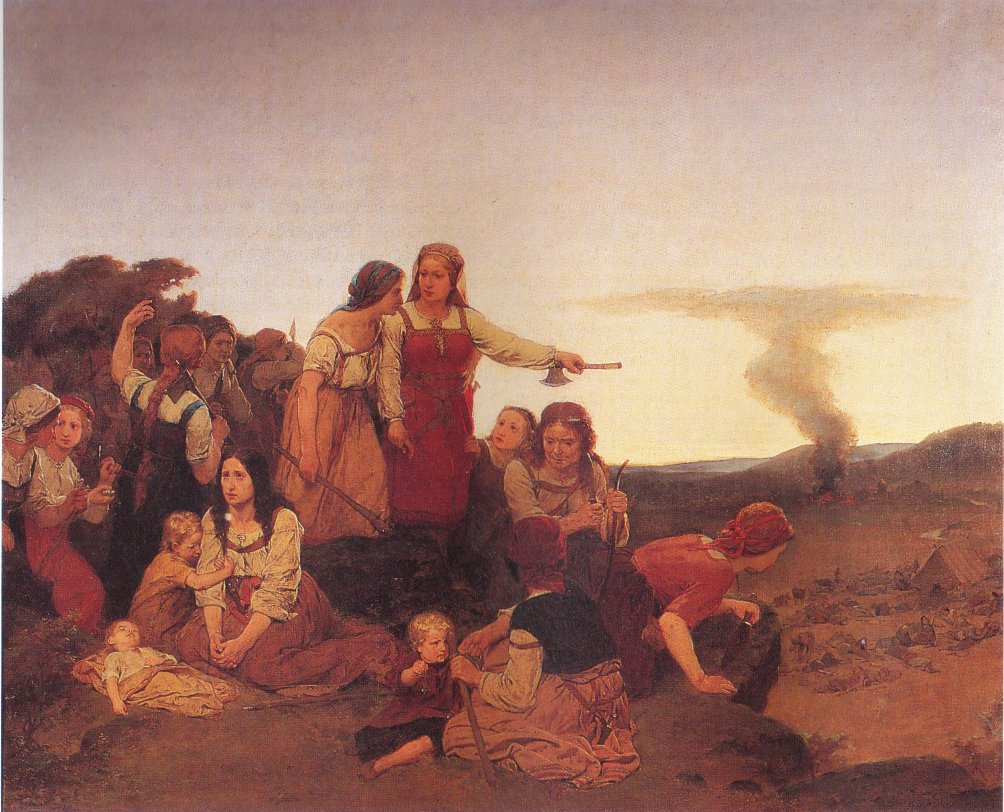
Blenda uppmanande Värendskvinnorna att hämnas danskarnas härjningar av August Malmström, 1860. Tillhör Smålands museum i Växjö.

Blendasägnen eller Bländasägnen berättar om kvinnan Blenda i Värend som tillsammans med bygdens kvinnor skall ha besegrat en dansk fiendehär. Enligt sägnen skall männen i Värend varit på krigståg i Västergötland med kung Alle när danskarna anföll. Värends kvinnor bjöd in danskarna på gästabud på Bråvalla hed och när dessa var berusade blev de nedstuckna och dödade. Som erkännande för detta, skall Värends kvinnor bland annat ha fått lika arvsrätt som männen samt rätt att resa till kyrkan på sin bröllopsdag klädda i full stridsutrustning, ledsagade av pukor och trummor.
Sägnen hittades på i slutet av 1600-talet av regementskvartermästare Petter Rudebeck, och förekom länge i seriös svensk historieforskning. Den författades 1691 som underlag till illustrationerna i Suecia antiqua et hodierna, och på kartan över Bråvalla hed i verket, tryckt 1693 förekommer Blendas namn.
Berättelsen kom därefter snabbt att spridas i ett flertal skillingtryck, och då Olof von Dalin tog upp den i sina historieverk vann den historisk auktoritet. Uppenbarligen hade Rudebeck till förebild den antika historien om Philotis, en slavflicka som på liknande sätt lyckades stoppa en armé från staden Fidenae som omringat Rom när staden var försvagad efter den galliska invasionen år 387 f.Kr..
Delar av berättelserna är dock äldre, och vissa av berättelserna återfinns även i Joannes Baazius d.ä.s Inventarium Ecclesiæ Sueogothorum och hos Johan Stiernhöök. Bådas redogörelser är dock mycket kortfattade och nämner inte namnet Blenda. Redan 1637 omtalas Värendsrätten - kvinnornas lika arvsrätt - som uråldrig och baserad på äldre lagcitat, av vilka man inte längre förstod något.
Enligt Rudebeck ska dessa händelser ha ägt rum år 2493 efter världens skapelse.
Flera försök har gjorts att bevisa denna sägens historicitet. Johan Stiernhöök ville datera händelserna till 700-talet. Olof von Dalin gissade att striden inträffat på 1270-talet under ett anfall av Erik Klipping mot Småland. Sven Lagerbring förlade, med reservationer, händelsen till kung Sven Grates infall i Sverige på 1150-talet; några senare författare har antagit att den inträffade vid tiden för Sigurd Jorsalafarares anfall mot Kalmar 1123 eller under striderna kort före trekungamötet i Konungahälla 1101.
Sägnens sannolika ursprung har utretts av Carl Johan Schlyter, och denne anser att berättelsen har uppfunnits för att förklara tillkomsten av den lika arvsrätten i Värend. I tryck möter man sägnens samband med denna sedvanerätt först hos Johan Stiernhöök, där det heter att värendskvinnorna fått denna rätt "af Hakon Ring" till lön för i Bråvallaslaget mot Harald Hildetand visad tapperhet.
I sin utförliga och utsmyckade form där Blendas namn nämns för första gången i skrift, förekommer sagan i de inlagor, i vilka man på 1680- och 1690-talen sökte hos lagkommissionen dels skydda den lika arvsrätten, dels som argument mot den nya kyrkolagens förbud mot trummors användning vid brudfärd.

## Källor

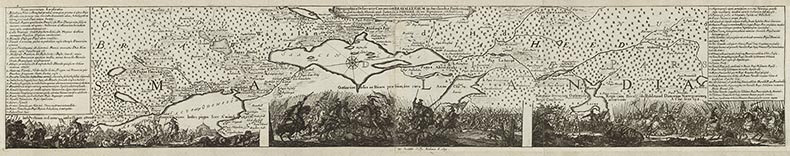
Karta över Bråvalla hed i Suecia antiqua, där Blendas namn första gången förekommer i tryck.